# Красноклювый большеног
Красноклювый большеног (лат. Talegalla cuvieri) — вид птиц из семейства большеногов (Megapodiidae). Подвидов не выделяют. Видовое название дано в честь французского зоолога Фредерика Кювье (1773—1838).

## Описание
Красноклювый большеног достигает длины 45—57 см. Оперение чёрное. Голая кожа лица жёлтого цвета, покрыта чёрными щетинистыми перьями. Клюв оранжево-красный. Ноги оранжевые. Радужная оболочка жёлтая.

## Распространение и места обитания
Эндемик Индонезии. Распространён в индонезийской части Новой Гвинеи (полуостров Чендравасих и горы Судирман), а также на острове Мисоол в архипелаге Раджа-Ампат. Живёт в дождевых лесах.

## Биология
Питается семенами, опавшими плодами и наземными беспозвоночными. Гнездо устраивает в больших курганах из смеси песка, листьев и других растительных остатков, где тепло, образующееся при разложении органического материала, служит для инкубации яиц. Строительство и уход за курганами, которые могут достигать 45—135 см в высоту и 3,6 м в диаметре, происходит в течение года.